# Halo (Beyoncé-låt)
Halo är en låt av den amerikanska R&B-sångaren Beyoncé. Låten skrevs av Ryan Tedder, Evan Bogart och Beyoncé för hennes tredje studioalbum, I Am… Sasha Fierce. Låten släpptes den 20 januari 2009 i USA som albumets fjärde singel.

## Låtlista
| Australian Physical Disc 1. "Halo" (Main Version) 2. "Single Ladies (Put a Ring on It)" (Redtop Radio Edit) Radio Promo CD single 1. "Halo" (Main Version) 2. "Halo" (Radio Edit) 3. "Halo" (Instrumental) UK Physical Disc 1. "Halo" (Original Edit) 2. "Halo" (Dave Audé Edit) UK Digital Release 1. "Halo" (Olli Collins & Fred Portelli Remix) — 6:58 2. "Halo" (The New Devices Remix) — 5:49 3. "Halo" (My Digital Enemy Remix) — 6:33 4. "Halo" — 4:21 | US Digital Single 1. "Halo" (Radio Edit) 2. "Halo" (Dave Audé Club Mix) 3. "Halo" (Gomi Club Remix) 4. "Halo" (Karmatronic Club Remix) 5. "Halo" (Lost Daze Club Remix) German Basic Single 1. "Halo" (Album version) 2. "Diva" (Album Version) German Premium Single 1. "Halo" (Album Version) 2. "Diva" (Album Version) 3. "Halo" (Dave Audé Edit) 4. "Halo" (Data track - video) |

## Släppningshistoria
| Land           | Datum            | Detaljer                          |
| -------------- | ---------------- | --------------------------------- |
| USA            | 20 januari 2009  | Digital nedladdning               |
| Brasilien      | 11 februari 2009 | Radio                             |
| Australien     | 21 februari 2009 | CD-singel                         |
| Tyskland       | 3 april 2009     | CD-singel                         |
| Storbritannien | 13 april 2009    | CD-singel, digital nedladdning EP |
| Storbritannien | 13 april 2009    | Digital nedladdning               |